# سابنوتيكا
سابنوتيكا (بالإنجليزية:Subnautica)، هي لعبة فيديو من نوع البقاء والمغامرة مع الأكشن في عالم مفتوح. تبدأ اللعبة بنجاة اللاعب من هبوطٍ اضطراري وسط المحيط على كوكبٍ فضائي معروفٍ باسم 4546B، ومن ثمّ يتوجب عليه حصد الموارد ومواجهة الكائنات والمخاطر لكي يبقى على قيد الحياة.
صدرت سابنوتيكا في المتاجر الإلكترونية يوم 23 يناير 2018، وتعمل لمنصات مايكروسوفت ويندوز، ماك أو إس وإكس بوكس ون.

## طريقة اللعب
سابنوتيكا لعبة بقاء ومغامرات مع أكشن في عالم مفتوح يراها اللاعب من منظور الشخص الأول. يتحكم اللاعب بالناجي الوحيد من حادثة وقوع مركبة فضائية تدعى الأورورا على كوكبٍ فضائيٍّ بعيد معروفٍ بالرمز 4546B.
الهدف الرئيسي هو استكشاف المحيط مع تفادي مخاطره، وفي نفس الوقت حصد المعلومات عن بقايا المركبة والناجين الآخرين للتقدم في القصة. بإمكان اللاعب التنقيب عن الموارد واستخدامها لصنع الأدوات وبناء القواعد المائية والغواصات والتفاعل مع الحياة البرية على الكوكب.
تدور معظم أحداث اللعبة تحت الماء مع جزيرتين فقط يمكن زيارتهما، وتوجد أيضاً دورة يومية لليل والنهار. يستطيع اللاعب مراقبة تقدمه باللعبة بمعونة المساعد الشخصي الرقمي (Personal Digital Assistant أو PDA)، وهو آلة لوحيّة لتسجيل الأدلة والمعلومات التي يكتشفها اللاعب عن الحياة البرية أو الناجين الآخرين المُحتَمَلين.
تنقسم الحياة البرية إلى فئات الحيوان والنبات والمرجان، وتضم كل فئة العشرات من الكائنات الحية التي يمكن التعامل معها بطرق مختلفة، فبعضها يستخدم كطعام أو يقدم مواد تصنيعية مفيدة، ولكل من حيوانات اللعبة سلوكٌ خاص فمنها ما هو فريسة ومنها ما هو مفترس، ومن الكائنات المفترسة من يحمي منطقته ومنها من يبحث عن فريسته في المياه المفتوحة.

## المواقع الخارجية
- الموقع الرسمي
 (بالانكليزية)